# أليكساندر-جوزيف دوست
أليكساندر-جوزيف دوست هو سياسي كندي، ولد في 1 نوفمبر 1880 في جزيرة كيب بريتون في كندا، وتوفي في 28 يوليو 1951 في مونكتون في كندا. نشط حزبياً في حزب كندا المحافظ وحزب المحافظين الكندي. وقد انتخب عضو مجلس العموم الكندي.